# 1,039/スムーズド・アウト・スラッピー・アワーズ
1,039/スムーズド・アウト・スラッピー・アワーズ (1,039/Smoothed Out Slappy Hours)は、アメリカのロックバンド、グリーン・デイのコンピレーション・アルバム。ファンからはしばしばファースト・アルバムと呼ばれており、一部公式でもファースト・アルバムに位置づけられている場合が多い。22時間で全てレコーディング完了したと言われている。2010年8月の時点で、米国で632000枚を売り上げた。
曲は、アルバム「39/スムーズ」とEPの「1,000アワーズ」、「スラッピー」から集められており、タイトルもそれぞれの作品のものを混ぜ合わせたものになっている。また、アイ・ウォント・トゥー・ビー・アローンが追加で収録されている。

## 収録曲
1. アット・ザ・ライブラリー - "At the Library"  - 2:26
2. ドント・リーヴ・ミー - "Don't Leave Me" - 2:37
3. アイ・ワズ・ゼア - "I Was There" - 3:36
4. ディスアピアリング - ・ボーイ - "Disappearing Boy" - 2:52
5. グリーン・デイ - "Green Day" - 3:29
6. ゴーイング・トゥ・パサルッカ - "Going to Pasalacqua" - 3:30
7. １６ - "16" - 3:24
8. ロード・トゥ・アクセプタンス - "Road to Acceptance" - 3:35
9. レスト - "Rest" - 3:05
10. ザ・ジャッジズ・ドーター - "The Judge's Daughter" - 2:34
11. ペーパー・ランターズ - "Paper Lanterns" - 2:23
12. ホワイ・ドゥ・ユー・ウォント・ヒム？ - "Why Do You Want Him?" - 2:31
13. ４０９　イン・ユア・コーヒーメーカー - "409 in Your Coffeemaker" - 2:52
14. ノウレッジ - "Knowledge" - 2:19
15. １０００　アワーズ - "1,000 Hours"  - 2:25
16. ドライ・アイス - "Dry Ice"  - 3:45
17. オンリー・オブ・ユー - "Only of You" - 2:47
18. ザ・ワン・アイ・ウォント - "The One I Want" - 3:01
19. アイ・ウォント・トゥ・ビー・アローン -  "I Want to Be Alone" - 3:09

## トラックの起源
- トラック1-10「39/スムーズ」
- トラック11-14「スラッピー」
- トラック15-18「1,000アワーズ」
- トラック19 V.A「The Big One」(1991) Flipside Records